# Анненково-Лесное
Анненково-Лесное — село в Майнском районе Ульяновской области России. Административный центр Анненковского сельского поселения.

## История
Село Анненково-Лесное — одно из старейших сёл Ульяновской области. По преданию, оно было основано сосланным в эти места, взятым в полон при Иване Грозном башкиром Аника-воином-начальником. Со временем ссыльный, находящийся под надзором монахов, принял православную веру, и стал называться Аннековым. Позже он был назначен старшим военного поста, с правом набирать служилых людей из марийцев, башкир, татар, и мордвы. 
При создании Симбирского наместничества в 1780 году село Троицкое Анненково тож вошло в состав Тагайского уезда.
В 1793 году помещиками Анненковыми построен каменный храм. Престолов в нём три: главный (холодный) — во имя Живоначальные Троицы и в приделах (тёплые): один — во имя св. Иоанна Златоустого, а другой — во имя св. мученицы Параскевы. Часовен две, обе каменные; одна близ храма, другая на кладбище. 
В 1796 году — в Карсунском уезде Симбирской губернии. 
В 1859 году село Аненково в 1-м стане Карсунского уезда Симбирской губернии, в 254 дворах жило 1850 жителя.
Село Анненково было очень богатым и славилось своими лошадьми для нужд армии, канатам и такелажем, поставляемых на царские судоверфи. 
Это село вплоть до революции являлось родовым имением Анненковых и не переходило в чужие руки. Главной достопримечательностью села является Анненковская усадьба. Первый раз она подверглась разграблению в 1907 году, когда её разорили взбунтовавшиеся крестьяне, убив управляющего. Бунтовало село и в 1917-1918 года, а в июне 1918 года многие крестьяне присоединились к сводному красногвардейскому отряду Г. Д. Гая, входящего в 1-й Революционную армию, под командованием М. Н. Тухачевского и В. В. Куйбышева. До конца лета в усадьбе находился штаб Симбирской Железной дивизии. В советское время усадьба была и больницей, и роддомом, и правлением совхоза «Чуфаровский». В 2001 году за неимением средств на ремонт и содержание здания усадьба была брошена и подверглась очередному грабежу: были вырваны старинные рамы, разобран исторический паркет. В феврале 2004 года здание усадьбы сгорело. Однако, несмотря на разрушения, усадьба до сих пор является историческим памятником, сохранившимся в руинном виде. Кроме того в селе прекрасно сохранились еще около десятка купеческих домов, лавок, складов, флигель.
В 2005 году постановлением Правительства РФ село Анненково переименовано в Анненково-Лесное. 

## Население
| 2010 |
| ---- |
| 477  |

## Известные уроженцы и жители села
- В селе родилась Вера Фёдоровна Митряева (1915—1990) — передовик советского сельского хозяйства, Герой Социалистического Труда (1966). После ухода на заслуженный отдых проживала в Ульяновске. Умерла в 1990 году. Похоронена в родном селе.
- Харитонов, Александр Николаевич — депутат Государственной думы четвёртого созыва, генерал-лейтенант милиции, юрист, педагог.
- Осипов Александр Михайлович (1897, с. Анненково — 1969, г. Москва) — историк-востоковед. [8][9]
- Зоотехник—осеменатор коопхоза Н. Ф. Котельников за успехи в труде награжден орденом Ленина. Такой же наградой отмечен за многолетний труд Цицаркина И. Ф. — фельдшера Анненковской участковой больницы, умершего в преклонном возрасте и похороненного на местном кладбище, и Кожевниковой А.В. — телятницы совхоза «Чуфаровский»[10].
- А. А. Сапожков — жил и работал на опытной станции животноводства кандидат, позднее доктор сельскохозяйственных наук, профессор, в 1928 г. окончил здесь начальную школу, впоследствии стал доктором технических наук, профессором, ректором ряда технических вузов России, автором более 100 научных работ, пособий и книг по вычислительной технике[10].
- В 1943 г. в селе жил вместе с товарищами по учебе, заготавливал дрова для детских учреждений и военных госпиталей областного центра курсант Ульяновского высшего военного командного танкового училища А. Космодемьянский — брат легендарной Зои Космодемьянской, будущий Герой Советского Союза, автор портрета местного жителя Ф. Н. Феоктистова[10].
- В селе родился Сахарцев С. П. — Заслуженный учитель школы РСФСР, директор Сенгилеевского педучилища[10].
- Горин, Ефим Евграфович (27.03.1877 с. Анненково Симб. губ. - 1951, Москва) — выдающийся изобретатель-самоучка. В 1901 г. изобрел аппарат для передачи изображения на расстояние[11][12][13].
- Шидловский, Андрей Борисович — русский советский математик. Жил с семьёй[14].
- Гарифулина, Нурдида Кияметдиновна — передовик советского сельского хозяйства, доярка Ульяновской областной государственной опытной станции животноводства, Майнский район, Герой Социалистического Труда (1973). С 1947 по 1980 гг. жила в селе. Похоронена Нурдида Кияметдиновна 17 февраля в Майнском районе по мусульманским обычаям[15].

## Инфраструктура
- Имеются Дом культуры, библиотека, врачебная амбулатория, отделение связи, аптека, комплексный приемный пункт, хлебопекарня, магазины[10].

## Достопримечательности

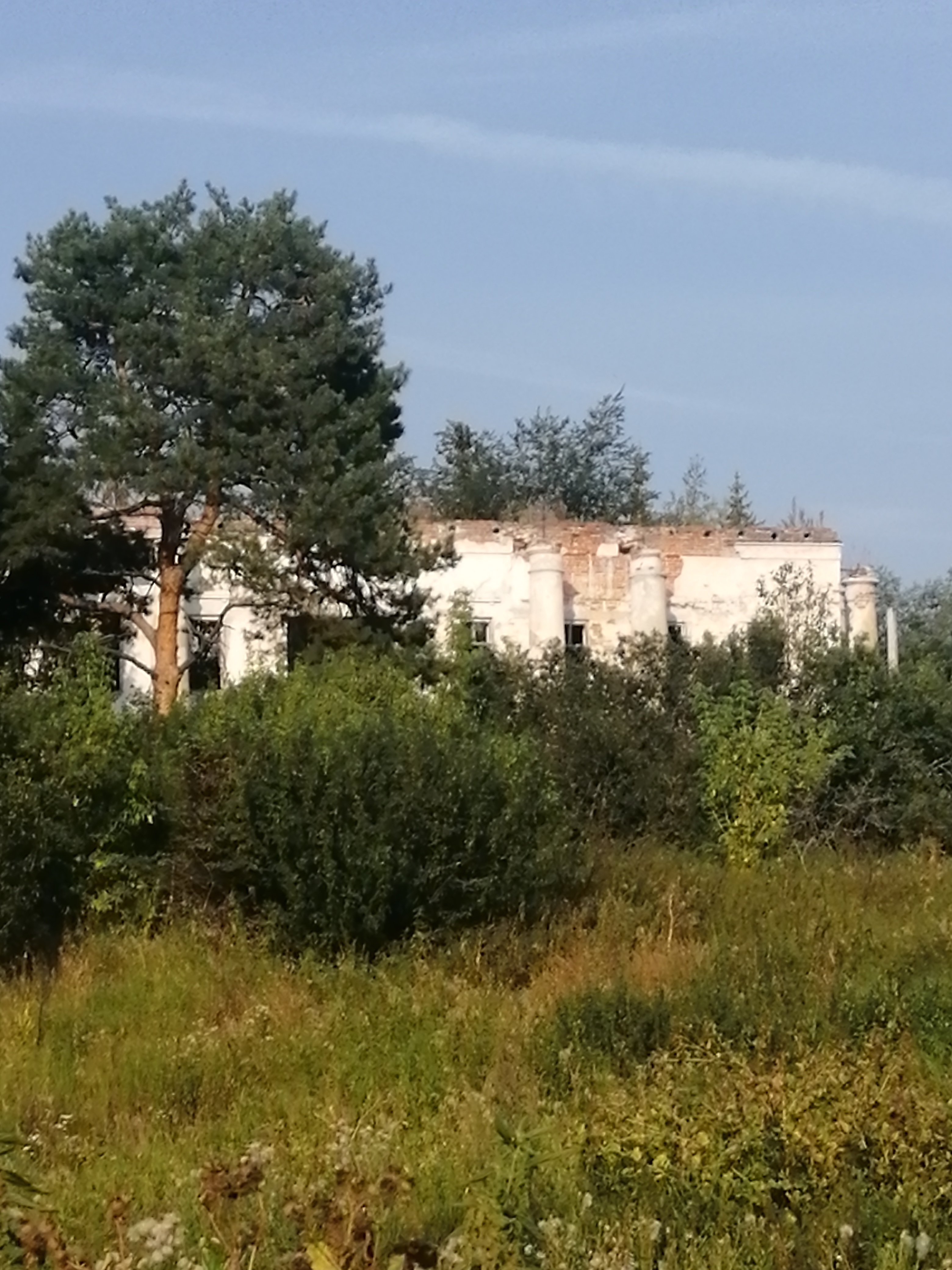
Руины усадьбы Анненковых.

- Руины усадьбы Анненковых.Особняк купеческий, кон. XIX в.[16]
- Дом купеческий доходный, кон. XIX в[16].
- Здание магазина, 1927 г.[16]
- Дом купеческий, кон. XIX в.[16]
- Здание земской школы, нач. XX в.[16]
- Дом крестьянский, кон. XIX в.[16]
- Здание торговой лавки, кон. XIX в.[16]
- Усадьба купеческая:

- Дом жилой  
- Здание флигеля, кон. XIX в.
- В 1986 г. на сельской площади установлен памятник – обелиск землякам, погибшим в Великой Отечественной войны[10].
- Родник[17].